# Ратан (риба)
 Тази статия е за рибата.  За растението вижте ратан.  
Ратанът (Ponticola ratan) е вид риба. Той е с дължина до 20 cm и тегло до 70 – 120 г. Тялото му е леко странично сплеснато. Среща се обикновено в Черно море и западната част на Азовско море. Обитава крайбрежната зона на морето, като избягва сладководните участъци. Не навлиза в езерата и устията на реките. Придържа се към каменисто-чакълесто дъно. Полово съзрява на 2 години. Размножава се от март до края на май. Няма стопанско значение поради ниската си численост. 